# Simone Bertolotti
 (juillet 2025).
Motif : Sources centrées manquantes et palmarès un peu léger
- Archive Wikiwix
- Bing
- Cairn
- DuckDuckGo
- E. Universalis
- Gallica
- Google
- G. Books
- G. News
- G. Scholar
- Persée
- Qwant
- (zh) Baidu
- (ru) Yandex
- (wd) trouver des œuvres sur Wikidata

| 1. | Préciser le motif de la pose du bandeau. | Précisez le motif de la pose du bandeau en utilisant la syntaxe suivante : {{admissibilité à vérifier\|date=juillet 2025\|motif=remplacez ce texte par le motif}}                      |
| 2. | Informer les utilisateurs concernés.     | Pensez à avertir le créateur de l'article, par exemple, en insérant le code ci-dessous sur sa page de discussion : {{subst:avertissement admissibilité à vérifier\|Simone Bertolotti}} |

Simone Bertolotti, né le 4 mai 1985, est un pilote de rallye italien.

## Biographie
Simone Bertolotti commence sa carrière automobile en 2003 par le 9e Rallye Valle Varaita, sur une Renault Clio Williams. Il termine ce dernier à la 57ème place au classement général.
Il prend part à 66 départs (dont 17 en Championnat du Monde, 1 en IRC, 4 en Championnat d'Europe et 17 en championnat d'Italie) pour 14 abandons.
Son meilleur résultat est 3e sur le 6e Rallye Vigneti Monferrini 2023, a bord d'une Citroën C3 Rally2.
Il a fait son dernier rallye en 2023, le Tet Rally Liepāja (ERC, Championnat d'Europe), sur une Citroën C3 Rally2. Il rejoint l'arrivée de ce dernier à la 33e place au classement général.